# Вестенсхаувен
Вестенсхаувен (нід. Westenschouwen) — селище в нідерландській провінції Зеландія. Входить до муніципалітету Схаувен-Дьойвеланд.
Його площа становить 0,75 км², а населення станом на 2021 рік складало 235 осіб.
До 1816 року мало статус окремого муніципалітету.

## Галерея

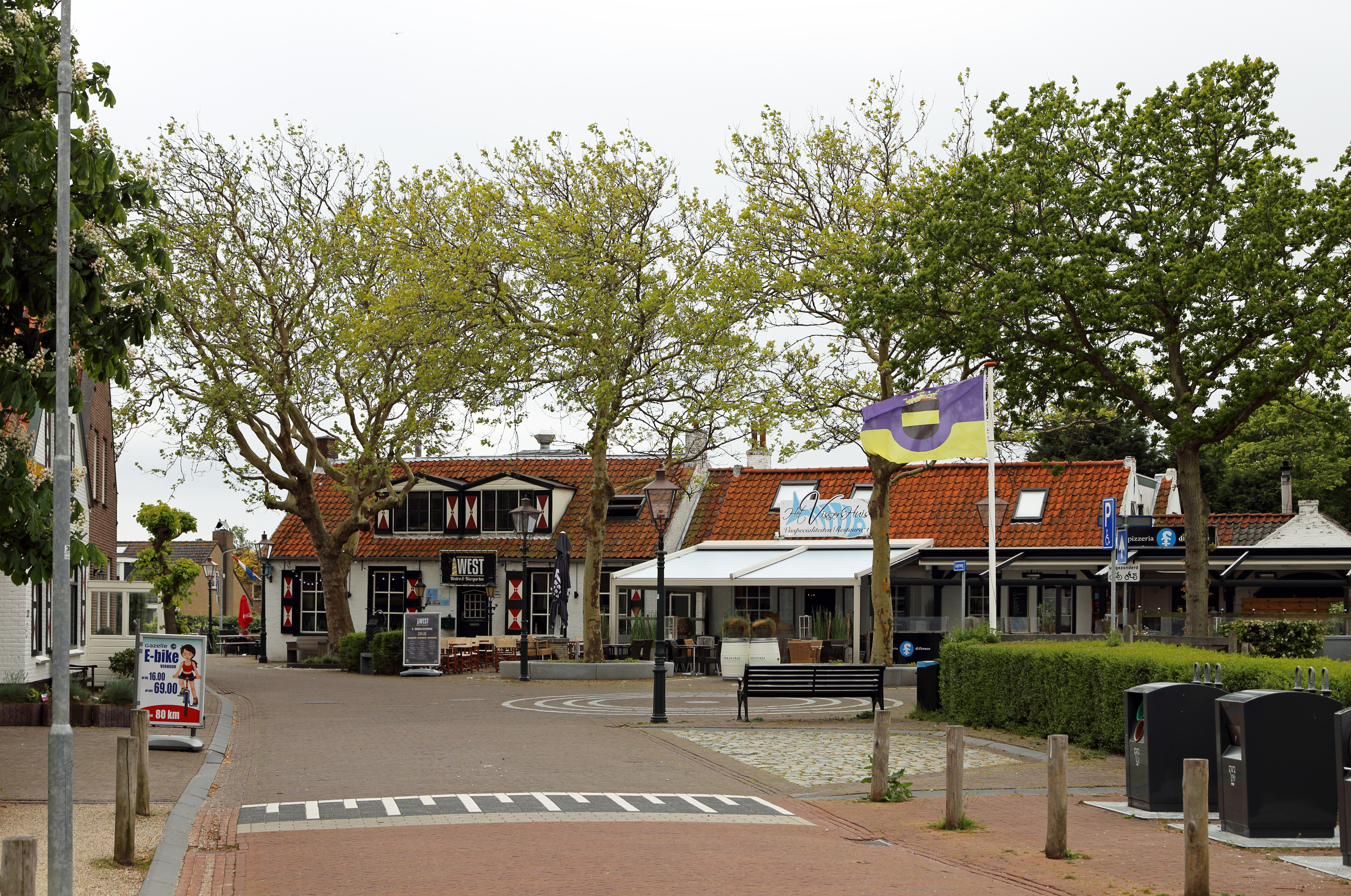
Вулична панорама
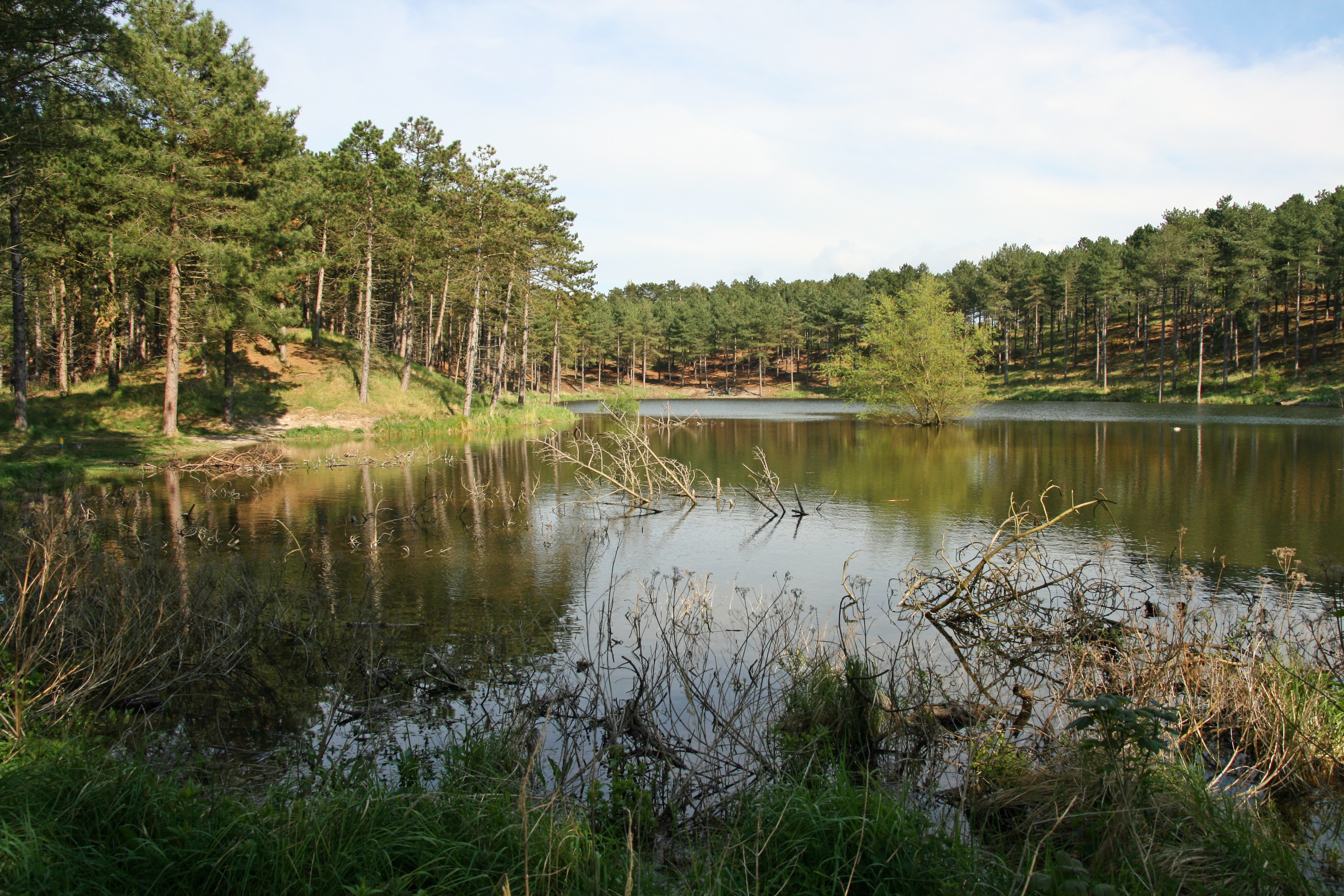
Ліси поблизу Вестенсхаувена